# Абиверд
Абиверд (также: Абивард, Бавард, Абаверд; туркм. Abiwerd; перс. ابیورد‎, др.-греч. Apauarktikē) — древний город эпохи Сасанидов, располагавшийся на территории Ахалского велаята современной Туркмении. Находится у подножия трёх гор на окраине пустыни Кара-Кум.

## История
Располагался в северной части средневекового региона, называемого «Великим Хорасаном». Выполнял функцию пограничного города и являлся частью пограничной цепи городов, созданных правителями древнего Ирана для предотвращения набегов варваров из Внутренней Азии. Часть территория современного Ахалского велаята, где также находились города Ниса и Серахс, именовалась как Этек (туркм. Etek).

## Описание

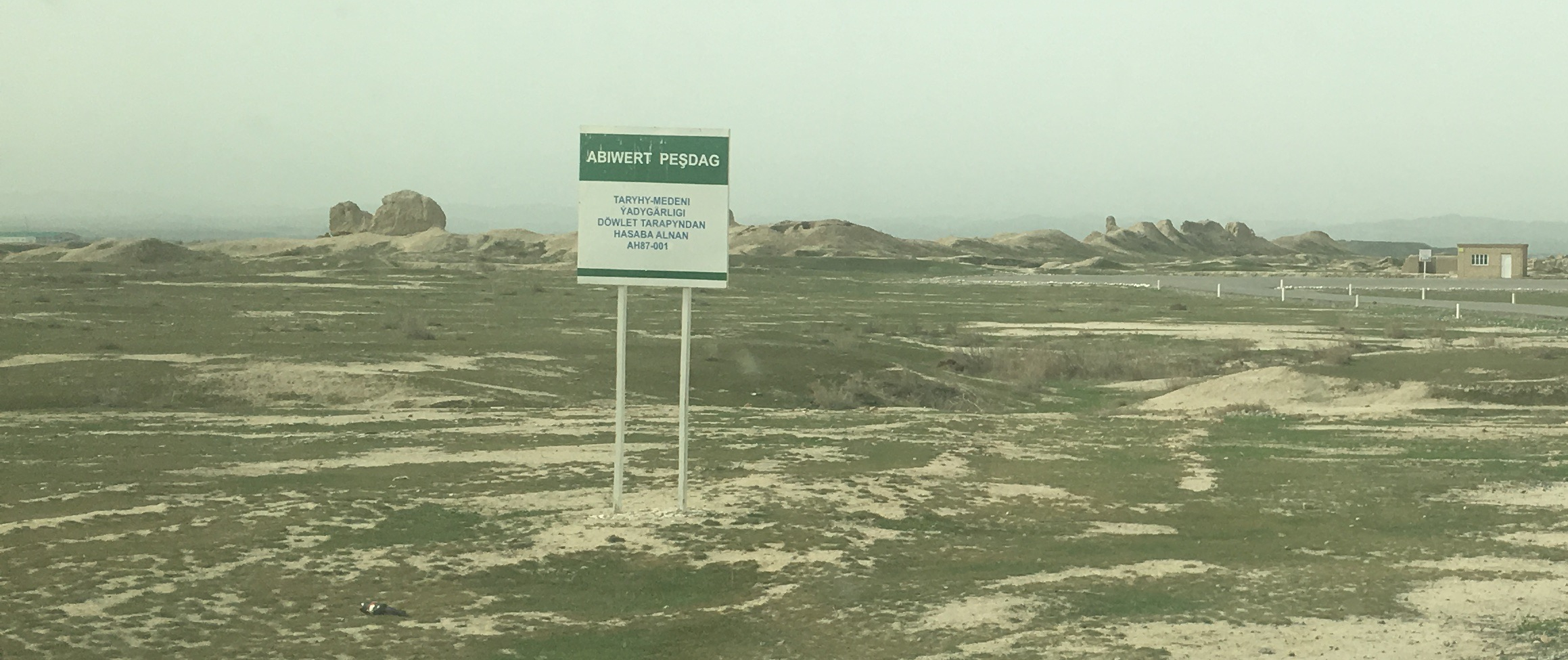
Историко-культурный памятник Абиверд-Пешдаг

Археологические раскопки древнего города были сделаны только в XX веке — примерно в 8 км восточнее станции Кака (часть Транскаспийской железнодорожной магистрали Ашхабад-Мерв), общая площадь раскопок составила 12,000 м². Представлен несколькими курганами и возвышенностями, характер которых определён как поселения. Центральная часть возвышается на 30 м и около 350 м в окружности.
Лишь некоторые источники упоминают само название Абивард (аль-Мукаддаси, «Худуд аль-алам»), они отмечают лишь «достаточно развитое сельское хозяйство» и «воинственный характер местных жителей, на который, безусловно, влияет функция пограничного города».
Соотносится с современным городом Деррегез в Иране, около Абиверда находился Огненный храм Бандиан.